# Circovirus
Genre
Circovirus est un genre de virus de la famille des Circoviridae. C'est un virus à ADN simple brin (ssDNA).
Les oiseaux (tels que les pigeons et les canards) et les porcs servent d'hôtes naturels, mais il a été démontré que les chiens peuvent également être infectés.
On dénombre 50 espèces de Circovirus dont certaines sont pathogènes : par exemple, le PCV-1 est non pathogène alors que le PCV-2 provoque le syndrome de dépérissement multisystémique postsevrage (en) (PMWS).

## Circovirus porcin
Cette espèce a deux sérotypes : Type 1 (PCV-1, Porcine Circovirus 1), découvert en 1974, et le Type 2 (PCV-2, Porcine Circovirus 2), découvert en 1997. Ces deux types ont une taille plutôt petite, ils sont non enveloppés, et correspondent à des virus à ADN circulaires qui sont généralement stables dans l'environnement et résistants à de nombreux désinfectants. PCV-2 est associé à la maladie porcine PMWS (postweaning multisystemic wasting syndrome), aussi appelée en français SDPS (syndrome de dépérissement post-sevrage) et surtout MAP (maladie d'amaigrissement du porcelet). Cette maladie[Laquelle ?] entraîne de sérieux problèmes de santé chez les jeunes porcins, avec des signes cliniques tels que la dégradation[Laquelle ?] de la condition physique de l'animal, le grossissement visible des ganglions lymphatiques, difficultés à respirer, et parfois des diarrhées, la peau pâle, et ictère. Cependant, la relation exacte entre PCV-2 et l'infection PMWS reste obscure.

## Liste des espèces
- Barbel circovirus
- Bat associated circovirus 1
- Bat associated circovirus 2
- Bat associated circovirus 3
- Bat associated circovirus 4
- Bat associated circovirus 5
- Bat associated circovirus 6
- Bat associated circovirus 7
- Bat associated circovirus 8
- Bat associated circovirus 9
- Bat associated circovirus 10
- Bat associated circovirus 11
- Bat associated circovirus 12
- Bat associated circovirus 13
- Beak and feather disease virus
- Bear circovirus
- Canary circovirus
- Canine circovirus
- Chimpanzee associated circovirus 1
- Civet circovirus
- Duck circovirus
- Elk circovirus
- European catfish circovirus
- Finch circovirus
- Goose circovirus
- Gull circovirus
- Circovirus humain 1
- Human associated circovirus 1
- Mink circovirus
- Mosquito associated circovirus 1
- Penguin circovirus
- Pigeon circovirus
- Porcine circovirus 1
- Porcine circovirus 2
- Porcine circovirus 3
- Porcine circovirus 4
- Raven circovirus
- Rodent associated circovirus 1
- Rodent associated circovirus 2
- Rodent associated circovirus 3
- Rodent associated circovirus 4
- Rodent associated circovirus 5
- Rodent associated circovirus 6
- Rodent associated circovirus 7
- Starling circovirus
- Swan circovirus
- Tick associated circovirus 1
- Tick associated circovirus 2
- Whale circovirus
- Zebra finch circovirus

## La structure
Les virus de Circovirus sont des virus non enveloppés, de géométrie icosaédrique et sphérique, et une symétrie de rang T=1. Le diamètre est d'environ 17 nm. Les génomes sont circulaires et non segmentés.
Les virions des circovirus sont étonnamment petits, avec des diamètres allant de 17 à 22 nm.
| Genre      | Structure    | Symétrie | Capside       | Arrangement génomique | Segmentation génomique |
| ---------- | ------------ | -------- | ------------- | --------------------- | ---------------------- |
| Circovirus | icosaédrique | T=1      | non enveloppé | circulaire            | monosegment            |

## Cycle de vie
La réplication virale est nucléaire. L'entrée dans la cellule hôte se fait par pénétration. La réplication suit le modèle de cercle roulant ssDNA. La transcription basée sur l'ADN, avec un mécanisme d'épissage alternatif, est la méthode de transcription. Le virus quitte la cellule hôte par sortie nucléaire et exportation de pores nucléaires. Les oiseaux et les cochons servent d'hôtes naturels. Les voies de transmission sont féco-orales et parentales.
| Genus      | Hôtes               | Tropisme tissulaire | Point d'entrées        | Mode de libération | Site de réplication | Site d'assemblage | Transmission            |
| ---------- | ------------------- | ------------------- | ---------------------- | ------------------ | ------------------- | ----------------- | ----------------------- |
| Circovirus | Oiseaux, mammifères | sans                | endocytose à récepteur | bourgeonnement     | Noyau               | Noyau             | horizontale, féco-orale |

## Référence biologique
- (en) ICTV : Circovirus  (consulté le 1er février 2021)